# César Ferrando Jiménez
César Ferrando Jiménez (Tavernes de la Valldigna, la Safor; 25 de juliol de 1959) és un exfutbolista i entrenador de futbol valencià.

## Trajectòria

### Com a jugador
Com a jugador, comença jugant a l'equip del seu poble, l'UD Tavernes, passà al CE Mestalla i des d'allí arribà al primer equip del València CF, equip en el qual jugà entre 1980 i 1984. Després del seu pas pel València, jugà a la UD Salamanca, CE Sabadell, Olímpic de Xàtiva, UD Alzira i Ontinyent CF.

### Com a entrenador
Un cop retirat de la pràctica del futbol començà la seva etapa com a entrenador, altra vegada a l'equip del seu poble, equip al que aconseguí pujar a la Tercera divisió. La temporada 98-99 aconseguí l'ascens a Segona divisió B amb el Gandia. La següent temporada fitxà pel València per entrenar al seu equip filial, equip amb el qual també aconseguí l'ascens a la Segona divisió B la temporada 2000-01 i el campionat de la categoria a la següent temporada. La temporada 2002-03 fitxà per l'Albacete Balompié, equip al que pujà a la Primera divisió i el mantingué en la categoria a la temporada següent. L'estiu del 2004 fitxà per l'Atlètic de Madrid, on només s'hi estigué una temporada. Les dues següents les tornà a passar a l'Albacete, on no aconseguí els èxits del passat. El gener de 2008 fitxa com a entrenador del Gimnàstic de Tarragona, després de la destitució de l'anterior entrenador Javi López degut als mals resultats de l'equip que es trobava a només tres punts de les posicions de descens. Fou entrenador del Nàstic fins al 6 de març de 2010. Des del 10 d'abril de 2012 és entrenador de l'Elx CF amb l'objectiu d'aconseguir l'anhelat ascens.